# شهود وشهادات إبادة الأرمن
يقدم الشهود وشهادتهم نظرة ثاقبة مهمة وقيمة للأحداث التي وقعت أثناء الإبادة الجماعية للأرمن وبعدها. أعدت الحكومة العثمانية ونفذت الإبادة الجماعية للأرمن في عام 1915 وكذلك في السنوات التالية. نتيجة للإبادة الجماعية، رُحل وقُتل ما يصل إلى 1.5 مليون أرمني كانوا يعيشون في وطن أجدادهم (في ذلك الوقت كان جزءًا من الإمبراطورية العثمانية).

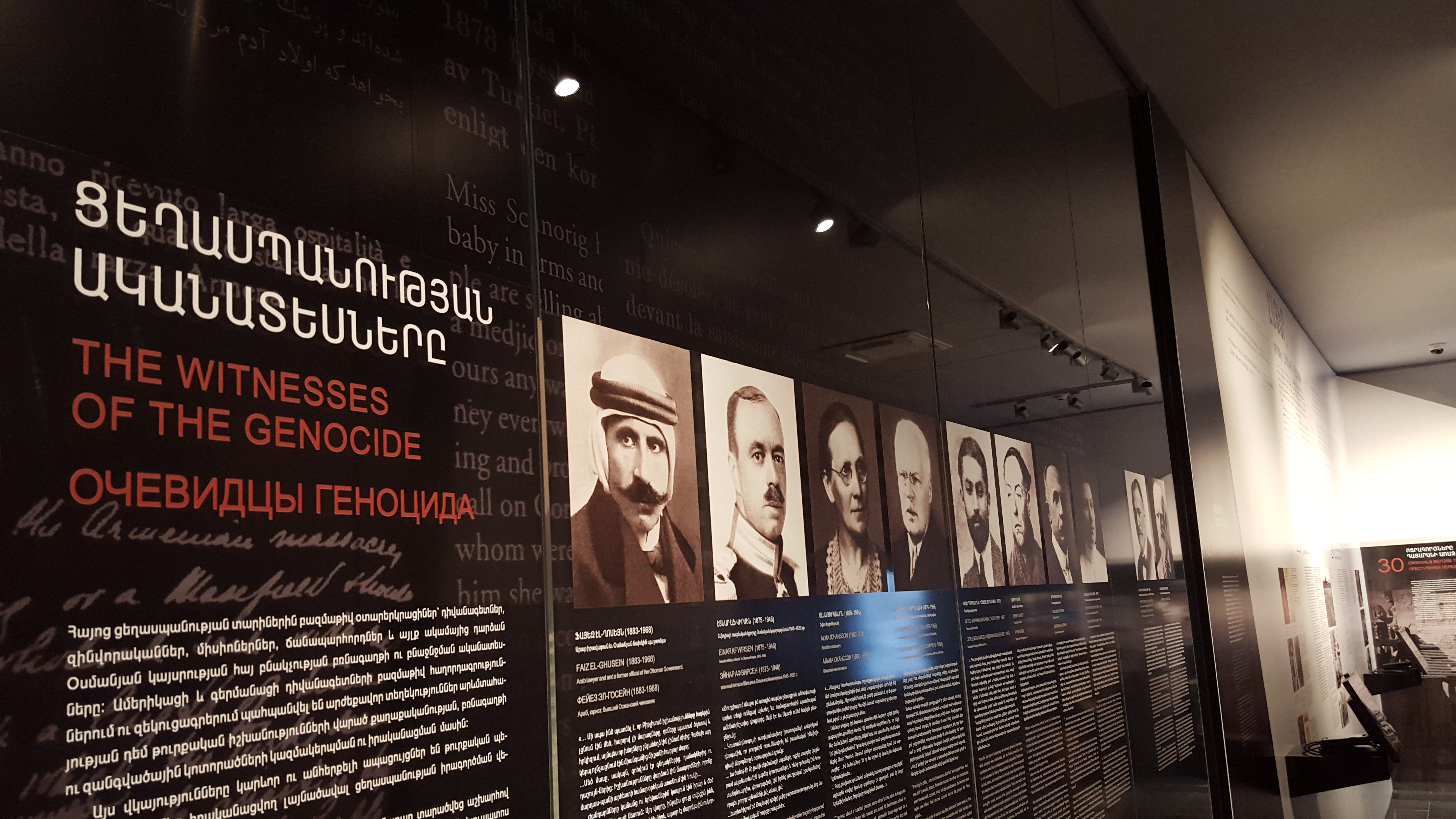
معرض لشهود الإبادة في متحف إبادة الأرمن في يريفان.

شهد عدد من الصحفيين، والدبلوماسيين، والجنود، والأطباء، والكتاب، والمبشرين، الإبادة الجماعية للأرمن، وشهد المئات من هؤلاء الشهود من دول أوروبية مختلفة (ألمانيا والنمسا وإيطاليا) والولايات المتحدة الأحداث بشكل مباشر. قدم هؤلاء الشهود شهادات يقدرها المؤرخون تقديرًا عاليًا باعتبارها تقارير موثوقة عن المأساة. تقدم روايات شهود العيان للدبلوماسيين غير الأرمن، والمبشرين، وغيرهم أدلة هامة على الأحداث، ولا سيما الطبيعة المنهجية لعمليات الترحيل والمذابح اللاحقة.

## الملخص
من بين هؤلاء، عايش المبشرون الأحداث مباشرةً، وكان لهم دور فعال في نشر الأخبار حول المذابح في جميع أنحاء العالم. قدم بعض المبشرين معلومات مفصلة عن الأحداث لرؤساء دول مثل وودرو ويلسون. قدم العديد من المبشرين إغاثة سرية، وأنقذوا في كثير من الأحيان حياة العديد من الأرمن.
ردًا على العديد من روايات شهود العيان، جمع جيمس برايس وأرنولد توينبي تصريحات من ناجين وشهود عيان من دول أخرى بما في ذلك ألمانيا، وإيطاليا، وهولندا، والسويد، وسويسرا، ممن شهدوا بالمثل على المذابح المنهجية للأرمن الأبرياء من قبل قوات الحكومة العثمانية. في عام 1916، نشرا كتاب معاملة الأرمن في الإمبراطورية العثمانية، 1915-1916. انتقد الأتراك الناكرين للمذبحة الكتاب واعتبروه دعاية لحشد الدعم للحرب، فقدم برايس العمل إلى العلماء للتحقق منه قبل نشره. صرح الأستاذ الملكي في جامعة أكسفورد غيلبرت موراي عن ذلك الوقت: «إن الدليل على هذه الرسائل والتقارير سيخضع لأي تمحيص وسيتغلب على أي شك. لقد ثبت صدقهم بما لا يدع مجالًا للشك». أكد أساتذة آخرون، بمن فيهم هربرت فيشر من جامعة شيفيلد والرئيس السابق لنقابة المحامين الأمريكية مورفيلد ستوري، النتيجة نفسها.
هناك روايات شهود عيان من الأرمن أنفسهم من الناجين من الإبادة الجماعية. اليوم، لا يوجد سوى «حفنة» من الناجين على قيد الحياة. سُجلت العديد من هذه الروايات على شريط بعد عقود من الأحداث. ستدمج المئات من هذه الشهادات وروايات شهود العيان في معهد مؤسسة المحرقة في جامعة جنوب كاليفورنيا للتاريخ المرئي والتعليم كجزء من مشروع بحثي أرشيفي بمناسبة مرور 100 عام على الإبادة الجماعية للأرمن.
أكد المؤرخ الأرميني ريتشارد گابل هوفانيسيان، «قد تكون روايات شهود العيان للأحداث الحاسمة ذات قيمة مثل الرسائل والتقارير الرسمية. وفي مثل هذه الرواية خاصة يصبح العنصر البشري واضحًا، مما يوفر رؤى لا يمكن العثور عليها في الوثائق». حوِلت بعض روايات الناجين إلى أفلام مثل قصة الناجية أورورا مارديغانيان في فيلم أرمينيا المسلوبة.

فيما يتعلق بأهمية شهادة شهود العيان، صرح الباحث في الإبادة الجماعية صموئيل توتن:
الإفادات المباشرة للضحايا وغيرهم قادرة على اختراق الجماهير المخدرة من ناحية أنها تقدم أفكار وعواطف وأصوات أولئك الذين عانوا و/أو شهدوا الكارثة الرهيبة التي يشار إليها الآن بالإبادة الجماعية. بينما تخدم روايات الإفادات المباشرة العديد من الأغراض أهمها حقيقة أن الروايات الحقيقية تشكل شهادة قيمة على ما يعنيه الوقوع في دوامة الكراهية والوحشية التي هي إبادة جماعية.
إفادة سفير الولايات المتحدة لدى الإمبراطورية العثمانية هنري مورغنثاو هي واحدة من روايات شهود العيان الرئيسية عن الإبادة الجماعية. نشر مورغنثاو مذكراته عن المذابح الأرمنية في كتاب صدر عام 1918 بعنوان قصة السفير مورغنثاو. يقدم الكتاب توثيقًا مفصلًا للأحداث ويصف مناشداته لوقف المجازر. عُرضت رواية مورغنثاو والكتب الأخرى التي تقدم شهادات على الأحداث في جميع أنحاء العالم من قبل متحف الإبادة الجماعية الأرمني -معهد يريفان، أرمينيا من خلال معارض مؤقتة.

## شهود وشهادات بارزة

### الأتراك
| الشخص              | المهنة | الاقتباسات، والشهادات |
| طلعت باشا          | الجاني الرئيسي للإبادة الجماعية وزير الداخلية العثماني، 1913-1918 الصدر الأعظم للإمبراطورية العثمانية، 1917-1918 | صرح طلعت في مقابلة أجراها مع برلينر تاغبلات في مايو 1915: «ألقي اللوم علينا لعدم التمييز بين الأرمن المذنبين والأبرياء. كان من المستحيل القيام بذلك. بسبب طبيعة الأشياء، فإن الشخص الذي ما يزال بريئًا اليوم يمكن أن يكون مذنبًا غدًا. للاهتمام بسلامة تركيا كان يجب ببساطة إسكات جميع المخاوف الأخرى. أفعالنا تحددها الضرورة الوطنية والتاريخية». وقال طلعت للسفير الألماني يوهان فون بيرنستورف «ماذا تريد بحق الأرض؟ السؤال محسوم، لم يعد هناك أرمن». «لا فائدة من الجدال... لقد تخلصنا بالفعل من ثلاثة أرباع الأرمن؛ لم يتبق أي منهم على الإطلاق في بدليس وفان وأرزروم. الكراهية بين الأتراك والأرمن شديدة الآن لدرجة أننا يجب أن ننتهي منهم. إذا لم نفعل ذلك، فسوف يخططون للانتقام». في 3 أغسطس 1915، التقى طلعت بالسفير الأمريكي مورغنثاو وأخبره «أن سياستنا الأرمنية ثابتة تمامًا ولا شيء يمكن أن يغيرها. لن يكون لدينا أرمن في أي مكان في الأناضول. يمكنهم العيش في الصحراء أو أي مكان آخر». |
| محمد رشيد          | محافظ ولاية دياربكر، مرتكب جريمة الإبادة الجماعية | «إما أن يقضي الأرمن على الأتراك، أو الأتراك على الأرمن. لم أتردد عندما واجهت هذه المعضلة. غلبت تركيتي مهنتي. كنت أحسب، بدلًا من أن يمحونا، سنمحوهم... فيما يتعلق بالسؤال كيف يمكن أن أقتل، كطبيب، يمكنني أن أجيب على النحو التالي: لقد أصبح الأرمن ميكروبات خطرة في جسد هذا البلد. حسنًا، أليس من واجب الطبيب قتل الميكروبات؟» |
| محمد جاوید بك      | وزير المالية لجمعية الاتحاد والترقي | «لم يفتح التاريخ العثماني صفحاته أبدًا، حتى خلال العصور الوسطى، على جرائم القتل الحازمة والقسوة على نطاق واسع.» «إذا كنت تريد أن تلطخ السؤال الأرمني سياسيًا، فأنت تشتت الناس في المقاطعات الأرمنية، لكن تفرقهم بطريقة إنسانية. اشنقوا الخونة حتى لو كان هناك الآلاف منهم. من يرحب بإخفاء الروس وأنصار الروس؟ لكن توقف عند هذا الحد. لقد تجرأت على القضاء على وجود أمة بأكملها، وليس فقط وجودها السياسي. لقد تجرأت على القضاء على وجود أمة بأكملها، وليس فقط وجودها السياسي. أي نوع من الضمير يجب أن يكون لديك لقبول غرق هؤلاء النساء والأطفال والمسنين الذين نُقلوا إلى الريف في الجبال وبجوار البحيرات!» «بهذه الأعمال دمرنا كل شيء. وضعنا وصمة عار على الإدارة الحالية». -يوميات 29 أغسطس -24 سبتمبر 1915 |
| مصطفى كمال أتاتورك | أول رئيس لتركيا ومؤسس الجمهورية التركية هناك الكثير من الجدل حول ما إذا كان أتاتورك قد اعترف تمامًا بالطبيعة المنهجية للمجازر في عام 1915. وفقًا لديفيد غونت ومؤرخين آخرين، كان كمال «متورطًا في إكمال الإبادة الجماعية والتطهير العرقي في السنوات منذ عام 1919 وحتى عام 1924 واستخدم خطابًا صريحًا معاديًا للمسيحية لحث زملائه على طرد آخر المسيحيين المتبقين». جادل المؤرخ روبن بول أداليان بأن «مصطفى كمال أكمل ما بدأه طلعت وإنفر في عام 1915». | «كانت هذه البقايا من حزب تركيا الشاب السابق، والتي كان من المفترض أن تكون مسؤولة عن حياة الملايين من رعايانا المسيحيين الذين طردوا بلا رحمة من منازلهم وذبحوا، مضطربة في ظل الحكم الجمهوري. لقد عاشوا على النهب والسرقة والرشوة، وأصبحوا معاديين لأي فكرة أو اقتراح للتجنيد في عمل مفيد وكسب عيشهم بعرق جبينهم الصادق». «كانت مذابح الحرب العالمية الأولى ضد الأرمن عملًا مخزيًا». ذكر الضابط ورجل الدولة العثماني رؤوف أورباي في مذكراته خلال نقاش مع جيمس هاربورد: «استخدم كمال الرقم 800,000 لوصف عدد الضحايا الأرمن. في الواقع، هو (لم يوافق على مذابح الأرمن)». |